# هرزه

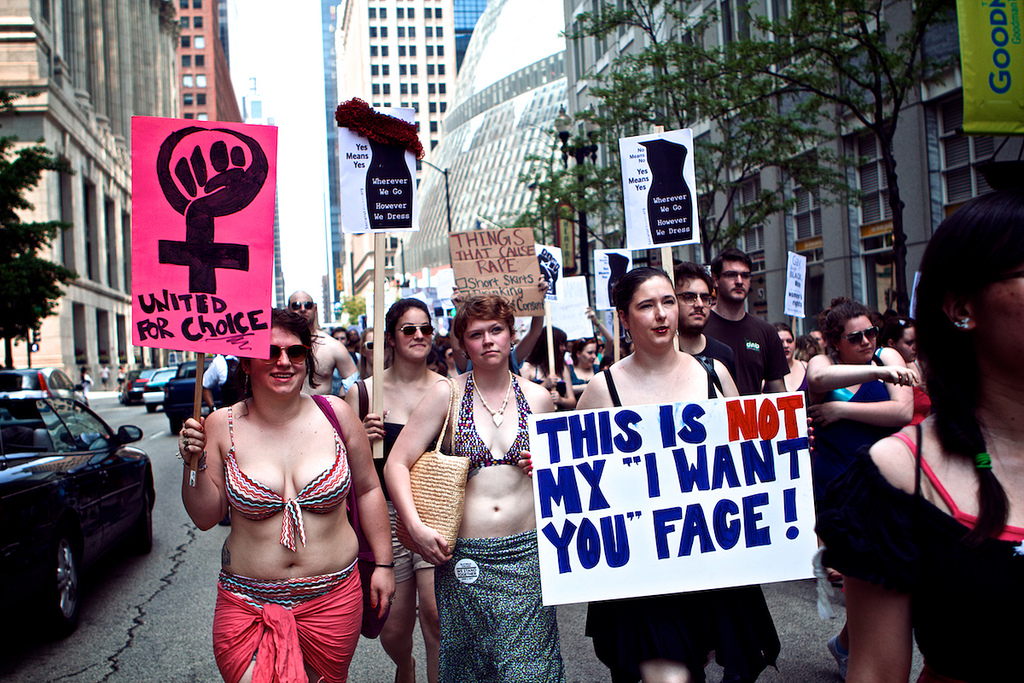
راه‌پیمایی هرزه‌ها

هرزه (به انگلیسی: Slut) واژه‌ای است که به فردی که از نظر اخلاق جنسی، بی‌بندوبار است، گفته می‌شود. این لغت هم‌معنی کلماتی همچون روسپی، فاحشه، بدکاره، پتیاره یا لکاته است. هرکدام از این واژه‌ها می‌تواند حاوی معانی مستقیم و یا غیرمستقیم دیگری نیز باشند.
جنده، گاه ممکن است با قبول کردن شرایط بی‌بندوباری و گاه به‌دلیل عدم وجود احتیاجات به در اختیار قرار دادن اندام جنسی خود به دیگران در ازای پول اقدام کند.

## مقایسه تن فروش و هرزه
در گفتار عامیانه معمولا واژه تن فروش( به انگلیسی: prostitute یا Whore) به فردی اشاره دارد که در ازای پول اقدام به در اختیار گذاشتن بدن خودش به دیگران میشود و هدف از این کار برای او پول است.
اما واژه هرزه( به انگلیسی: Slut) اشاره به فردی دارد که بیشتر برای میل جنسی خود بدنش را با دیگران شریک میشود و هدفش ارضا شدن میباشد.